# Notre-Dame-des-Landes
Notre-Dame-des-Landes – miejscowość i gmina we Francji, w regionie Kraj Loary, w departamencie Loara Atlantycka.
Według danych na rok 2010 gminę zamieszkiwało 1970 osób, a gęstość zaludnienia wynosiła 52 osoby/km².